# Luca Serianni
Luca Serianni (Roma, 30 de octubre de 1947-Ostia, 21 de julio de 2022)fue un lingüista y filólogo italiano.

## Biografía
Fue profesor de lengua italiana en la Universidad La Sapienza de Roma (su predecesor en la cátedra fue Ignazio Baldelli). Fue discípulo de Arrigo Castellani; dirigió investigaciones sobre la historia de la lengua italiana, desde la Edad Media hasta nuestros días.
Escribió una gramática de referencia de la lengua italiana. Con Maurizio Trifone estuvieron a cargo del Vocabolario della lingua italiana. Ha editado la Storia della lingua italiana en tres volúmenes.
Fue miembro de la Accademia della Crusca, Accademia dei Lincei, Accademia dell'Arcadia y vicepresidente de la Società Dante Alighieri.
En 2002 recibió un doctorado honoris causa de la Universidad de Valladolid.
Fue director de las revistas Studi linguistici italiani y Studi di lessicografia italiana.
El 18 de julio de 2022 sufrió un atropello en Ostia y quedó en coma irreversible, hasta su fallecimiento el 21 de julio. Su cuerpo descansa en el Cementerio comunal de Ascoli Piceno.

## Obras principales
- Scipione Bargagli, Il Turamino, a cura di Luca Serianni, Salerno Editrice, Roma, 1976
- Testi pratesi della fine del Dugento e dei primi del Trecento, a cura di Luca Serianni, Accademia della Crusca, Firenze, 1977
- Norma dei puristi e lingua d'uso nell'Ottocento nella testimonianza del lessicografo romano Tommaso Azzocchi, Accademia della Crusca, Firenze, 1981
- Grammatica italiana. Suoni, forme, costrutti, in collaborazione con Alberto Castelvecchi, Utet, Torino, 1989
- Storia della lingua italiana. Il primo Ottocento, Il Mulino, Bologna, 1989
- Saggi di Storia linguistica italiana, Morano, Napoli, 1989
- Storia della lingua italiana. Il secondo Ottocento, Il Mulino, Bologna, 1990
- Storia della lingua italiana, a cura di Luca Serianni e Pietro Trifone, 3 voll., Einaudi, Torino 1993-1994
- Italiano. Grammatica, sintassi, dubbi,[7] con Alberto Castelvecchi e un glossario di Giuseppe Patota, Garzanti, collana Le Garzantine, Milano, 1997
- Lezioni di grammatica storica italiana, Bulzoni, Roma, 1998
- Introduzione alla lingua poetica italiana, Carocci, Roma, 2001
- Viaggiatori, musicisti, poeti. Saggi di storia della lingua italiana, Garzanti, Milano, 2002
- Italiani scritti, Il Mulino, Bologna, 2003 (seconda edizione: 2007)
- Un treno di sintomi. I medici e le parole: percorsi linguistici nel passato e nel presente, Garzanti, Milano, 2005
- Prima lezione di grammatica, Laterza, Roma-Bari, 2006
- La lingua poetica italiana, Carocci, Roma, 2008
- (con Giuseppe Benedetti), Scritti sui banchi. L'italiano a scuola tra alunni e insegnanti, Roma, Carocci, 2009
- L'ora d'italiano, Roma-Bari, Laterza, 2010